# Jeux d'hiver de l'Arctique de 2016
Les Jeux d'hiver de l'Arctique de 2016 (en anglais 2016 Arctic Winter Games), officiellement connus avec le slogan « Join — Feel — Jump », sont une compétition multisports hivernale qui a eu lieu entre le 6 et le 12 mars 2016 à Nuuk au Groenland. L'élection de la ville hôte a été annoncée le 14 septembre 2012 par l'Arctic Winter Games International Committee (AWGIC) à Whitehorse au Canada.

## Tableau des médailles
| Équipe                    | Or | Argent | Bronze | Bilan |
| ------------------------- | -- | ------ | ------ | ----- |
| Alaska                    | 83 | 67     | 66     | 216   |
| Yukon                     | 23 | 41     | 36     | 100   |
| Alberta du Nord           | 29 | 32     | 27     | 88    |
| Groenland                 | 39 | 23     | 19     | 81    |
| Territoires du Nord-Ouest | 16 | 12     | 23     | 51    |
| Nunavut                   | 6  | 18     | 25     | 49    |
| Nunavik (Québec)          | 6  | 9      | 6      | 21    |
| Laponie                   | 8  | 7      | 4      | 19    |
| Iamalie                   | 2  | 5      | 1      | 8     |